# Neulangegg
Neulangegg (früher auch Neudeck) ist eine Ortschaft der Stadtgemeinde Schrems im Bezirk Gmünd in Niederösterreich mit 50 Einwohnern (Stand 1. Jänner 2024).

## Geografie
Der nördlich von Langegg liegende Ort erstreckt sich längs der nach Brand führenden Landesstraße L66 und wird von Braunaubach entwässert, der im Süden verüberfließt. Zur Ortschaft zählt auch die Rotte Mexiko nordöstlich von Neulangegg. Am 1. April 2020 umfasste die Ortschaft 29 Adressen.

## Geschichte
Im 18. Jahrhundert befanden sich am „alten Weg“ nach Brand fünf Teiche, die um 1810 aufgelassen und als Wiesen genutzt wurden. Der Ort entstand ab 1835, als der Besitzer der ehemaligen Herrschaftsmühle, Müllermeister Johann Eggert, hier 18 Kleinhäuser errichten ließ und diese an Siedler verkaufte. Jedes Haus war zwei Joch Grund versehen. Gochnat beschrieb den Ort als Gemeinde der Herrschaft Weißenbach, über das die Herrschaft Heidenreichstein die Landgerichtsbarkeit ausübte. Letzter Inhaber des Ortes war der k. k. Kämmerer Anton Karl (bzw. Antal Karoly) Fürst Pálffy von Erdőd (1793–1879).
Laut Adressbuch von Österreich waren im Jahr 1938 in Neulangegg ein Gastwirt, ein Schmied, eine Schneiderin und drei Schuhmacher ansässig.